# Nataliya Antonyuk
Nataliya Antonyuk (ukr. Наталія Володимирівна Антонюк – Natalija Wołodymyriwna Antoniuk) – ukraińska politolog, prof. dr hab.

## Życiorys
Obroniła pracę doktorską w 1995 na Wolnym Uniwersytecie Ukraińskim w Monachium, następnie uzyskała stopień doktora habilitowanego. Została zatrudniona na stanowisku profesora nadzwyczajnego w Instytucie Politologii na Wydziale Nauk Społecznych Uniwersytetu Opolskiego.
Jest profesorem w Instytucie Nauk o Polityce i Administracji na Wydziale Nauk o Polityce i Komunikacji Społecznej Uniwersytetu Opolskiego. Jest członkiem Rady Naukowej Wydziału Stosunków Międzynarodowych Lwowskiego Uniwersytetu Narodowego im. Iwana Franki, członkiem Rady Naukowej Centrum Partnerstwa Wschodniego Uniwersytetu Opolskiego. Koordynator Centrum Informacji o Unii Europejskiej na Lwowskim Uniwersytecie Narodowym im. Iwana Franki.